# Winter Ring Affair
「Winter Ring Affair」（ウインターリングアフェア）は2015年10月21日にリリースされたaccessの26thシングル。発売元はDarwin Record。

## 概要
累計売上は0.9万枚を記録し、オリコン週間インディーズチャートでは2位にランクインした。A盤、X盤、S盤の3形態で発売され、X盤とS盤には2015年4月から5月にかけて行われた「access ELECTRIC NIGHT 2015」で演奏された「Dream Runner」（17thシングル）、「Ride Up For The Shiny Way」（19thシングル「Share The Love」収録曲）のライブアレンジ版が、それぞれ収録されている。

## 収録曲

### A盤
1. Winter Ring Affair
  - 作詞：貴水博之　作曲・編曲：浅倉大介
2. GLAMLOID 〜ghost night〜
  - 作詞：貴水博之　作曲・編曲：浅倉大介
3. IZASUSUME! (Instrumental)
  - 作詞：貴水博之　作曲・編曲：浅倉大介

### X盤
1. Winter Ring Affair
  - 作詞：貴水博之　作曲・編曲：浅倉大介
2. GLAMLOID 〜ghost night〜
  - 作詞：貴水博之　作曲・編曲：浅倉大介
3. Dream Runner (access ELECTRIC NIGHT 2015 ver.)
  - 作詞：貴水博之　作曲・編曲：浅倉大介

### S盤
1. Winter Ring Affair
  - 作詞：貴水博之　作曲・編曲：浅倉大介
2. GLAMLOID 〜ghost night〜
  - 作詞：貴水博之　作曲・編曲：浅倉大介
3. Ride Up For The Shiny Way (access ELECTRIC NIGHT 2015 ver.)
  - 作詞：貴水博之　作曲・編曲：浅倉大介